# 周安康
周安康（?—?），廣西省臨桂縣人，清朝政治人物、同進士出身。
光緒三十年，會試第106名；殿試登進士三甲第97名，后分發為知縣。